# Günther Horvatek
Günther Horvatek (* 9. Juni 1943; † 21. Juni 1986 in Graz) war ein österreichischer Politiker (SPÖ) und als solcher von 23. Oktober 1978 bis zu seinem Tod Abgeordneter zum Steirischen Landtag. Sein Vater war der Nationalratsabgeordnete, Landtagsabgeordnete, Landesrat, sowie Landeshauptmann-Stellvertreter Norbert Horvatek (1888–1982).

## Leben
Günther Horvatek wurde am 9. Juni 1943 als Sohn des Pädagogen und Politikers Norbert Horvatek geboren. Nach erfolgreicher Schulbildung – er war unter anderem ein Schulkollege von Erwin Zankel – und beendetem Studium trat der Doktor in das Berufsleben ein. So gehörte er unter anderem in den Jahren 1963 bis 1975 als Reporter und freier Mitarbeiter der Neuen Zeit, einer sozialdemokratischen Tageszeitung aus Graz, an und war freier Mitarbeiter beim Österreichischen Rundfunk (ORF). In dieser Zeit tat er sich unter anderem auch mit Gerald Schöpfer zusammen und hatte Kabarettauftritte im Forum Stadtpark, von denen er danach selbst in der Neuen Zeit berichtete. Dabei schrieb er auch des Öfteren über Auftritte anderer Künstler. Zusammen mit Schöpfer und dem Kabarettprogramm Der Hammer tourte er unter anderem bis nach Zürich.
In den Jahren 1978 bis 1979 war er geschäftsführender Landesparteisekretär der SPÖ und fungierte vom 1. Jänner 1980 bis zum 1. Juni 1985 als Landesparteisekretär der Sozialistischen Partei
Österreichs. Mit dem Inkrafttreten der IX. Gesetzgebungsperiode trat Günther Horvatek in die Fußstapfen seines Vaters und wurde am 23. Oktober 1978 Abgeordneter zum Steirischen Landtag. Hierbei gehörte er unter anderem zu den Finanz-, Gemeinde-, Verfassungs-, Unvereinbarkeits- und Immunitätsausschüssen und hatte zudem Funktionen im Kontrollausschuss, sowie im Ausschuss für Wissenschaft und Forschung inne. Ab 28. Oktober 1981 war er zudem Obmann des Ausschusses für Landes-Kranken-, Heil- und Pflegeanstalten. Am 21. Juni 1986 starb Horvatek kurz nach seinem 43. Geburtstag in Graz an den Folgen eines Unfalls. Zu diesem Zeitpunkt gehörte er auch der X. Gesetzgebungsperiode des Landtags Steiermark, die am 18. Oktober 1986 auslief, an.